# Липинер, Элиас
Эле (Элью́и) Липи́нер (идиш אליהו ליפּינער‎; порт. Elias Lipiner; 23 февраля 1916 года, Хотин, Бессарабская губерния — 26 апреля 1998 года, Израиль) — бразильский и израильский историк-медиевист, литератор, журналист. Писал на идише и португальском языке.

## Биография
Эле Липинер родился 23 февраля 1916 года в уездном бессарабском городке Хотин в семье педагога (меламеда) и поэта-баснописца Гдальи Липинера (1876—1933), учился в хедере, ивритской гимназии сети «Тарбут» и румынской гимназии в Хотине.
В 1935 году уехал в Бразилию, поселился в Сан-Паоло, где стал редактором местной газеты на идише «Сан-Паоло Идише Цайтунг», в которой также публиковал свои стихи, эссе и рассказы.
В 1944 году поступил на юридический факультет университета Рио-де-Жанейро. В силу запрета печати на идише в Бразилии в годы диктатуры Жетулиу Варгаса, редактировал еврейский журнал «Aonde Vamos» на португальском языке. После окончания учёбы вернулся в Сан-Паоло, где в 1955 году получил степень магистра от юриспруденции и занимался адвокатской практикой.
Первая книга Липинера вышла в 1941 году на идише под названием «Ойсиес Дэрцейлн» (Буквы рассказывают). В 1949 году в издательстве Еврейского Научного Института (ИВО) в Буэнос-Айресе вышел его комментированный перевод на идиш книги Самуила Ушка (феррарского купца и беллетриста XVI столетия) «Ба Ди Тайхн Фун Португал» (У рек Португалии), с которого начинает отсчёт всепоглощающий интерес Липинера к историографии португальской инквизиции. Он добивается разрешения на работу в Национальном Архиве Португалии Torre do Tombo и начинает публиковать один за другим научные труды, главным образом концентрируясь на прежде неизученной истории португальских марранов, каббалистике, а также фольклоре евреев Бразилии.
В 1967 году Еврейский Научный Институт в Буэнос-Айресе выпустил монументальную монографию Липинера «Идеологие Фун Дэр Идишн Алэфбэйс» (Идеология еврейского алфавита), впоследствии переведённую на иврит и португальский языки. Этот magnum opus подробно исследует идеологические и социолингвистические аспекты использования еврейского алфавита, начиная со средневековых документов на древнееврейском языке и идише и кончая современной печатью на этих двух языках.
Одновременно Липинер продолжал вести журналистскую и литературную деятельность на идише, публиковался в периодической печати Аргентины, в парижских «Паризер hэфтн» (Парижские тетради), израильском журнале «Ди Голдэнэ Кейт» (Золотая цепочка). В 1973 году в Тель-Авиве на идише вышел его исторический труд «Цвишн Маранэнтум Ун Шмад» (Между марранством и крещением). В эти же годы начали выходить его исторические монографии на португальском языке, переводы на английский, итальянский, иврит и другие языки.
К 1970-м годам Липинер уже приобрёл репутацию одного из ведущих медиевистов, опубликовал большое количество найденных им архивных материалов, особенно по периоду между насильственным крещением португальских евреев в 1497 году и до отмены инквизиции в 1821 году, трактаты по современной идиоматике португальского языка с корнями в ритуалистике португальской Инквизиции, беллетризованные биографии португальских марранов (польском еврее—переводчике Васко да Гамы Гаспаре да Гама (1444—c. 1510, англ.), голландском еврее Исааке Кастро (1625—1647), сожжённом на костре за отказ от крещения, o легендарном капитане Артуро Карлос де Баррос Басто, поэте Гонзало Аньез Бандарре, 1500—1545), терминологический словарь Инквизиции и работы по многим другим связанным темам, стал пионером лингвистического подхода к изучению святой Инквизиции.
С 1968 года Эле Липинер жил в Израиле, где наряду с подготовкой новых книг продолжил заниматься адвокатской практикой. За заслуги в изучении португальской истории посмертно награждён орденом Заслуг степени Командора Португальской Республики.

## Книги

### Книги на идише и на иврите
- אותיות דערצײלן (ойсиес дэрцейлн: вор ун легендэ ин дэр гешихтэ фун идишн алэфбэйс — буквы рассказывают: реальность и легенда в истории еврейского алфавита), «Бухhандлунг Мозаик»: Сан-Паулу, 1941.
- בײַ די טײַכן פֿון פּאָרטוגאַל: רבי שמואל וש"ק, זײַן תקופֿה און זײַן טרײסט צו די לײַדן פֿון ישׂראל (ба ди тайхн фун Португал: рэбэ Шмуэл УШК, зайн ткуфэ ун зайн трэйст цу ди лайдн фун Исроэл — у рек Португалии: рабби Самуил Ушк, его эпоха и его утешение страданий Израиля; комментированный перевод книги Samuel Usque, Consolação às Tribulações de Israel), ИВО (Идишер Висншафтлэхэр Институт, Instituto Cientifico Judio): Буэнос-Айрес, 1949.
- אידעאָלאָגיע פֿון ייִדישן אַלף-בעת (идеологие фун идишн алэфбэйз — идеология еврейского алфавита), ИВО: Буэнос-Айрес, 1967.
- צװישן מאַראַנענטום און שמד (цвишн маранэнтум ун шмат — между марранством и крещением), И. Л. Перец-Фарлаг: Тель-Авив, 1973.
- חזון האותיות (хазон аотиот: торат hаидейот шел hаалефбет hаиври — перевод идеологии еврейского алфавита на иврит), hоцаат сефарим ал-шем Й. Л. Магнес (Magnes-Press), Еврейский Университет: Иерусалим, 1989.

### Избранные книги на португальском и английском языках
- Os judaizantes nas capitanias de cima (estudos sôbre os cristãos-novos do Brasil nos séculos XVI e XVII), Editora Brasiliense: Сан-Паоло, 1969
- Santa Inquisição: Terror e Linguagem (святая Инквизиция: террор и язык), Editora Documentário: Рио-де-Жанейро, 1977
- O Tempo Dos Judeus Segundo as Ordenacoes Do Reino, Livraria Nobel/Secretaria de Estado da Cultura: Сан-Паоло, 1982.
- Gaspar de Gama: um converso na frota de Cabral, Editora Nova Froneira: Рио-де-Жанейро, 1987.
- Izaque De Castro: O Mancebo Que Veio Preso Do Brasil, Fundação Joaquim Nabuco, Editora Massangana: Рио-де-Жанейро, 1992.
- As Letras Do Alfabeto Na Criacao Do Mundo: Contribuição a Pesquisa Da Natureza Da Linguagem, Imago Editora: Рио-де-Жанейро, 1992.
- O Sapateiro De Trancoso E O Alfaiate De Setubal, Imago Editora: Рио-де-Жанейро, 1993.
- Gonçalo Anes Bandarra e os Cristãos-Novos, Câmara Municipal: Associação Portuguesa de Estudos Judaicos: Лиссабон, 1996.
- Two Portuguese Exiles in Castile: Dom David Negro and Dom Isaac Abravanel (два португальских изгнанника в Кастильи: дон Давид Негро и дон Исаак Абрабанель), Seria Hispanic Judaica, Vol. X, Magness Press: Иерусалим, 1997.
- Os Baptizados Em Pe: Estudos Acerca Da Origem E Da Luta Dos Cristãos-Novos Em Portugal, Vega: Лиссабон, 1998.
- Em Nome Da Fe: Estudos in Memoriam De Elias Lipiner (во имя веры: этюды в память Элиаса Липинера), Nachman Falbel, Alberto Dines, Elias Lipiner, Avraham Milgram; Editora Perspectiva: Рио-де-Жанейро, 1999.